# رمدان
رمدان، روستایی است از توابع بخش مرکزی شهرستان گلوگاه در استان مازندران ایران.

## موقعیت جغرافیایی
رمدان روستای است در منطقه کوهستانی جنوب شهرهای ساری، نکا، بهشهر، گلوگاه، بندرگز، کردکوی منطقه هزارجریب به حساب آیند که موقعیت جغرافیایی آن از مغرب به روستای اوارد از جنوب به رودخانه نکاء و روستاهای گرنام و بیشه بنه از شرق به روستای نیالا از شمال به جنگل رشته کوه البرز محدود می‌شوند.

## تاریخچه نام گذاری
منطقه هزارجریب از دو قسمت دودانگه و چهاردانگه تشکیل شده است. گفته می‌شود وقتی تیمور لنگ در مازندران مسلط شد در یکی از دهات قشلاقی با میرعماد الدین ملاقاتی داشت و هزارجریب را به وی بخشید بعد از مرگ وی بین فرزندان وی تقسیم شد و به صورت چهار دانگه و دو دانگه مشخص گردید. منطقه چهار دانگه به سه قسمت تقسیم می‌شود. چهاردانگه هزارجریبی با مرکزیت سرخ گریوه، چهاردانگه شهریاری با مرکزیت یانسر و چهاردانکه یخ کشی با مرکزیت یخکش اما دیدگاه مؤلفان تاریخ مازندران غیر از این می‌باشد ولی تمام مورخان نظرشان متفق القول بین امر معتقدند که منطقه هزارجریب به سه قسمت تقسیم شد زمانی که شهر بهشهر در سال ۱۳۳۳ به شهرستان تبدیل شد منطقه هزارجریب به سه قسمت به شرح ذیل مشخص گردید: ۱- دهستان شهریاری ۲- دهستان یخکش ۳- دهستان هزارجریب
دهستان شهریاری: موقعیت جغرافیایی آن محدود می‌شود از شمال به کوه جهان مورا از جنوب به دهستان هزارجریب و از شرق به کوهپایه‌های شهرستان گرگان و دامغان از غرب به دهستان‌های یخ کش و هزارجریبی در واقع دهستان شهریاری شرقی‌ترین دهستان هزارجریب چهاردانگه است البته مکنیزی هزارجریب را به دو بخش چهاردانگه و دو دانگه تقسیم کرد که ریاست دو دانگه آن بر عهده ابراهیم خان بود و چهاردانگه را به سه قسمت تقسیم کرد که بخشی از آن در دست محمد رحیم خان در یانه سر مستقر بود و بخش دیگر آن سرخ گریه حاکم نشنین آن بود که در اختیار نجف قلی خان بود و بخش سوم هم در دست محسن خان بود.
سرخ گریوه: در این محل گردنه صعب العبوری داشت که دو نفر به سختی از کنار هم عبور می‌کردند که از همین جهت گریوه نام نهادند واژه سرخ نیز به معنای سرخی خاکهای آن منطقه می‌باشد در ضلع شمالی آن دیو خانه وجود دارد که شاید قدمت آن بیش از ۶۰۰۰ سال برسد که در دل صخره قرار دارد مردم این منطقه از آنجا که پس از رواج دین زرتشتی همچنان مظاهر طبیعت را می‌پرستیدند. زرتشتی‌ها به آنها دیو گفتند که از نظر آنها انسانهای پلیدی بودند این مردم بومی در دیوخانه نذر و نیاز می‌کردند و قربانی می‌دادند. رابینو مورخ بزرگ می‌نویسد چهاردانگه هزارجریب چهار بخش است: یانه سر، سرخ گریوه، یخ کش، سرتیج در مورد یانه سر می‌گوید یانه سر از انزان کوه در شمال تا شاهکوه در جنوب وسعت دارد و همچنین از بلوک ساور در مشرق تا سرخ گریوه در مغرب است.

## جمعیت
این روستا در دهستان توسکاچشمه قرار دارد و براساس سرشماری مرکز آمار ایران در سال ۱۳۸۵، جمعیت آن ۲۷۳ نفر (۷۸خانوار) بوده است. مردم رمدان از قومیت طبری هستند که ریشه آن به قوم آمارد و قوم تپوری می‌رسد. مردم رمدان به زبان طبری (مازندرانی) سخن می‌گویند. سکنه بومی گلوگاه خود را تات می‌نامند و زبان خود را زبان تاتی می‌نامند. به گفته محققین تات در زبان اهالی مازندران به معنی بومی، روستایی و یکجانشین می‌باشد و منظور از تات همان قوم طبری است و منظور از زبان تاتی همان زبان طبری می‌باشد.

## مهاجرت به سایر مناطق
در اواخر صفویه و افشاریه تعدادی از خانوارهای ساکن رمدان به منطقه بندپی بارفروش (بابل کنونی) و روستای نشل کوچ کرده‌اند. برخی محققان معتقدند آنها از نظامیان و دست‌اندرکاران دیوانی بوده‌اند. آنها در آن زمان املاک زیادی در روستای نشل داشتند. در یک سند تاریخی متعلق به ۱۷۴۲ میلادی اسامی چندین فرد بعنوان رمدانی، دودانگه و چهاردانگه درج شده که بعنوان شاهد یا گواهان معاملهٔ این سند لحاظ شده‌اند. این سند در خصوص خرید ملکی توسط یکی از مقامات درباری در دوره افشاره بوده است.